# Pteropus lombocensis
Pteropus lombocensis е вид бозайник от семейство Плодоядни прилепи (Pteropodidae).

## Разпространение
Видът е разпространен в Източен Тимор и Индонезия.